# Кісельов Володимир Володимирович
Володи́мир Володи́мирович Кісельо́в (1989—2022) — капітан Служби безпеки України, учасник російсько-української війни, що відзначився у ході російського вторгнення в Україну. Герой України (посмертно, 2022).

## Життєпис
Народився 7 липня 1989 року у м. Полтава.
У 2008 році закінчив Полтавський будівельний технікум транспортного будівництва.
У 2008—2011 рр. проходив військову службу за контрактом у Збройних силах України, а в 2012—2015 рр. — військову служба за контрактом у лавах Службі безпеки України (сержантський і старшинський склад).
У 2014 році закінчив Харківський національний автомобільно-дорожній університет.
З 24 грудня 2012 року проходив військову службу за контрактом осіб офіцерського складу в Центрі спеціальних операцій «Альфа» Служби безпеки України.
З 2014 року постійно залучався до оперативно-бойових операцій в районі проведення атитерористичної операції та сходу України та Операції об'єднаних сил.
Під час російського вторгнення в Україну в 2022 році був керівником групи Центру спеціальних операцій Служби безпеки України.
Загинув 7 травня 2022 року під час боїв за острів Зміїний.
Похований у м. Полтава, прощання відбулось 10 травня 2022 року.
Залишились мати, дружина та донька.

## Нагороди
- Звання Герой України з удостоєнням ордена «Золота Зірка» (посмертно) (14 жовтня 2022)[1][2].
- Орден «За мужність» II ступеня (17 червня 2017)[2].
- Орден «За мужність» III ступеня (25 травня 2022)[2].

## Вшанування пам'яті
У м. Полтава з 1 червня 2023 року колишня вулиця Зигіна називається: вулиця Капітана Володимири Кісельова.